# Lexus IS
Lexus IS je automobil srednje klase kojeg proizvodi Toyotina marka Lexus. Na tržištu se nalazi od 1998. godine, a dosad je proizveden u dvije generacije.
Prva generacija u Japanu se počela prodavati u listopadu 1998. godine pod nazivom Toyota Altezza, a naziv Lexus IS prvi se put pojavio tijekom 1999. godine, kada se automobil počeo prodavati u Europi. Automobil je bio dostupan kao limuzina i karavan, a pokretali su ga isključivo benzinski motori sa šest cilindara u izvedbama IS 200 i IS 300. Prva generacija Lexusa IS bila je poznata i po stražnjim svjetlima izrađenima od kroma i prekrivenima prozirnim staklom. Takva svjetla postala su popularna u sportskim preradama raznih automobila, a nerijetko se nazivaju i "svjetlima u stilu Lexusa" ili "Altezzinim svjetlima".
Druga generacija počela se prodavati diljem svijeta tijekom 2006. godine, a u početku je bila dostupna isključivo u limuzinskom obliku karoserije. Izvedbe IS 250 i IS 350 pokretane su benzinskim V6 motorima, a u Europi je pod nazivom IS 220d ponuđena i izvedba pokretana četverocilindarskim dizelskim motorom, što je bilo prvi put da je dizelski motor serijski ugrađen u neki Lexusov model. Krajem 2007. godine predstavljena je sportska izvedba IS F, pokretana benzinskim V8 motorom s više od 400 KS.
Krajem 2008. godine limuzinska je izvedba prošla kroz lagani redizajn, a u isto je vrijeme predstavljena i kupe-kabriolet inačica. Ta je inačica dostupna u izvedbama IS 250 C i IS 350 C, a pokreću je isključivo benzinski V6 motori.

## Prva generacija
Automobil je pod nazivom Toyota Altezza u prodaju po prvi put ušao u Japanu 1998. godine, a njegova Lexusova inačica po prvi put se pojavila 1999. godine na europskom tržištu dok je 2000. kao model za 2001. puštena u prodaju i na tržištu Sjeverne Amerike. Osim u standardnoj limuzinskoj izvedbi automobil je bio dostupan i kao karavan koji se u Japanu zvao Toyota Altezza Gita, a u Europi i Americi Lexus IS Sportcross. 
Japanska Toyota Altezza bila je dostupna s tri benzinska motora. Osnovni model pokretao je 2.0-litreni šestcilidarski motor sa 160 KS, sportskija izvedba bila je pokretana četverocilindarskim motorom istog obujma pojačanim na 210 KS od strane Yamahe, a vrh ponude činio je 3.0-litreni šestcilindarski motor s 220 KS.
U europskom Lexusu IS, kao i japanskoj Altezzi Giti, bili su dostupni samo šestcilindarski motori dok se model za američko tržište opremao isključivo 3.0-litrenim motorom. 2.0-litreni motor je prema europskim mjerenjima razvijao 155 KS dok je 3.0-litreni prema američkim mjerenjima imao 215 KS. Izvedba s 2.0-litrenim motorom zvala se IS 200 dok je ona s 3.0-litrenim nosila naziv IS 300.
Tvrtka MillenWorks je 2003. na SEMA Showu, poznatoj izložbi prerađenih automobila u Las Vegasu, pod nazivom IS 430 predstavila i konceptnu izvedbu limuzinskog Lexusa IS pokretanog 4.3-litrenim V8 motorom poznatim iz modela GS 430. U Europi je tvrtka Toyota Team Europe u karoseriju Lexusa IS 300 ugradila 4.3-litreni V8 motor koji je uz pomoć kompresora razvijao 405 KS, a ista tvrtka nudila je i mogućnost pojačavanja 2.0-litrenog motora u izvedbi IS 200 koji je nakon ugradnje kompresora razvijao 204 KS. U Japanu su mnoge tvrtke, uključujući i vlastitu Toyotinu TRD, nudile dijelove za preradu automobila ili već u potpunosti prerađene automobile.
Unatoč bogatijoj serijskoj opremi u odnosu na glavne konkurente poput BMW-a serije 3 i Mercedesa C-klase te poznatoj pouzdanosti Lexusovih vozila, Lexus IS, a naročito njegova karavanska inačica, nije postigao značajnije prodajne rezultate na europskom tržištu. U SAD-u je 2001. doduše bilo prodano 22.486 primjeraka, ali je do 2004. prodaja pala na manje od 10.000 primjeraka.

## Druga generacija
Druga generacija Lexusa IS je u svojoj predprodukcijskoj inačici predstavljena na Ženevskom autosalonu 2005., a dostupna je samo u limuzinskoj izvedbi što je ponajprije rezultat slabih prodajnih rezultata koje je postigla karavanska inačica prve generacije. Ova generacija Lexusa IS je i prva koja se pod tim imenom prodaje i na japanskom tržištu na koje je s početkom 2006. godine Toyota uvela marku Lexus.
Novost u drugoj generaciji je i ugradnja prvog dizelskog motora u neki Lexusov model, a taj model zove se IS 220d i pokreće ga 2.2-litreni četverocilindarski motor sa 177 KS. Od benzinaca na europskom je tržištu dostupan samo 2.5-litreni V6 motor s 208 KS u modelu IS 250. Na japanskom i američkom tržištu dizelska izvedba se ne prodaje, a u ponudi motora se osim 2.5-litrenog nalazi još i 3.5-litreni V6 s 306 KS u modelu IS 350. Model IS 250 u Americi je dostupan i s pogonom na sve kotače.
Sportska izvedba nazvana IS F, koju pokreće benzinski V8 motor obujma 5 litara i snage 423 KS, u Japanu se počela prodavati krajem 2007. godine, a tijekom 2008. godine postala je dostupna i na europskom i sjevernoameričkom tržištu.
Dizajn automobila je lagano osvježen za modelnu godinu 2009., a u listopadu 2008. je na salonu automobila u Parizu predstavljena i kupe-kabriolet izvedba IS 250 C, koju pokreće 2.5-litreni benzinski V6 motor s 204 KS i koja se u Europi počela prodavati tijekom 2009. godine. Kupe-kabriolet inačica je na mnogim tržištima dostupna i u izvedbama IS 300 C i IS 350 C, koje pokreću 3.0 i 3.5-litreni benzinski V6 motori s 230, odnosno 306 KS.

## Vanjske poveznice
- Lexus Hrvatska  Arhivirana inačica izvorne stranice od 2. rujna 2011. (Wayback Machine)